# Fernisering (kunstudstilling)
 For alternative betydninger, se Fernisering. (Se også artikler, som begynder med Fernisering)
Fernisering eller vernissage er åbningshøjtidligheden ved en kunstudstilling.
Udtrykket stammer fra klargøring af malerier til udstilling, idet malerier inden udstillingen ofte fik en gang fernis.
| Kunst | Spire Denne artikel om kunst er en spire som bør udbygges. Du er velkommen til at hjælpe Wikipedia ved at udvide den. |